# 二クロム酸カリウム
二クロム酸カリウム（にクロムさんカリウム、potassium dichromate）は化学式 K2Cr2O7 で表される無機化合物で橙赤色の柱状結晶。重クロム酸カリウムとも呼ばれる。
漢数字の「二」とカタカナの「ニ」が同じ形であることや、ニクロムという合金が存在することから「二」がカタカナの「ニ」と間違われることがあるが、正しくは漢数字の「二」である。

## 概要
- 酸化力が強く、第一級アルコールやアルデヒドをカルボン酸に変えるほか、第二級アルコールをケトンに変える。欧米では化学的酸素要求量 (COD) を計測する際の試薬としても用いられるほか、クロムめっきや写真現像、酸化剤として火薬に含まれる等、様々な利用方法がある[1]。
- かつては、クロム酸混液とよばれる硫酸と混合したものを、その強力な酸化性を生かして実験機器の洗浄などに用いていた。しかし、毒性や環境汚染、廃液処理の煩雑さなどの問題が指摘された結果、今日ではこの用途での使用が忌避され特別な場合にしか使用されなくなっている。

## 規制・有害性

### 法規制
- 毒物及び劇物取締法により劇物に指定。
- 消防法により第一類危険物（酸化性固体）に指定。
- 労働安全衛生法により特定化学物質に指定。
- 土壌汚染対策法で特定汚染物質に指定。

### 有害性
- 浮遊する微粒子や粉塵を吸入すると、皮膚や粘膜に激しい痛みや炎症を起こし、吸入による炎症が続くと鼻中隔穿孔（右の鼻の穴と左の鼻の穴の間にある壁に穴が開く）という症状を起こす[2]。
- 経口摂取すると食道や胃などの消化器系を腐食させながら容易に吸収され、細胞毒性により肝臓や腎臓に重篤な損傷を与え、最悪の場合は多臓器不全により死に至る[3]。
- 皮膚に接触すると炎症や糜爛(皮膚のただれ)を起こし、粉塵や微粒子が目に付着すると、強い痛みや炎症を起こす。発癌性もある[4]。

### 環境汚染
- クロムの酸化数が+6で、いわゆる六価クロムのひとつであり、自然環境への負荷が大きい有害物質である。
- 二クロム酸カリウムなどの六価クロムを含む排水・廃液を処理せず下水道や河川など環境中に放出した場合は水質汚濁防止法[5]違反、水源地を汚染した場合は刑法 第143条水道汚染罪[6]、などの犯罪行為として刑事処罰や行政処分、損害賠償請求の対象となる。

### 廃液処理
- 廃液処理については、主に硫酸鉄(II)（硫酸第一鉄）や亜硫酸水素ナトリウム（重亜硫酸ナトリウム）などの還元剤と充分に反応させる事によって酸化数を+3とし、不溶化・無害化して沈澱分離し、精製して再生資源としてリサイクル、またはセメント固化・封入処理を行う[7][8]。